# 武招縣
武招縣是唐代嶺南道邕州都督府椳州所屬的一個縣，其轄地在今廣西省、越南邊境一帶地方，是唐代招撫當地土著所設置的州縣，一般由其頭人任州官。